# Valdemar Kristensen
Valdemar Kristensen (2. december 1908 i Øster Jølby på Mors — 14. februar 1981 i Herlev) var rektor for Københavns Dag- og Aftenseminarium fra 1963/65 til 1978.
I sine unge år var han beskæftiget ved landbruget. Han blev student fra Akademisk Studenterkursus i København i 1933 og var samtidig og senere ansat på et kontor. I 1935 blev han lærer ved Tvermoes Kursus og året efter ved Akademisk Kursus. Han blev cand.teol. i 1943 og var efterfølgende sognepræst i Hjerk-Harre ved Viborg i perioden 1944-1955. I 1953 var han blevet timelærer ved Skive Seminarium, og i 1955 valgte han at blive seminarielærer på fuld tid. I 1957 flyttede Valdemar Kristensen til København som lærer i historie på Københavns Aftenseminarium, og samtidig var han timelærer i latin ved Akademisk Studenterkursus 1957-1964. Han blev lærerrådsformand på KDAS i 1960. Da rektor Hans Puggaard blev sygemeldt i 1963, blev Valdemar Kristensen konstitueret i embedet, som han overtog i 1965 og bestred frem til pensioneringen som 70-årig i 1978.
Fra 1970 var Vald. Kristensen tilforordnet rektor for Københavns kommunes aftenskoles HF-kursus. 
Han har desuden været formand for skolekommissionen i Hjerk-Harre 1944-1955.
Valdemar Kristensen huskes som et vellidt og omgængeligt menneske, der var i stand til at løse de problemer, der opstod i seminariets dagligdag. Hans egen, lærernes og de studerendes velbefindende kan sikkert også aflæses af, at Kristensen først gik af, da han havde nået den definitive pensionsalder 70 år.